# Delmar, Wisconsin
Delmar là một thị trấn thuộc quận Chippewa, tiểu bang Wisconsin, Hoa Kỳ. Năm 2010, dân số của thị trấn này là 917 người.